# 1608
| [ Edytuj tabelę ]              | |
| Król Polski                    | - 1587 Zygmunt III Waza 1632 |
| Współksiążęta Andory           | - 1588 Andreu Capella 1609 - 1572 Henryk IV Burbon 1610 |
| Król Anglii i Szkocji          | - 1603 Jakub I 1625 |
| Elektor Brandenburgii          | - 1598 Joachim Fryderyk 1608 - 1608 Jan Zygmunt 1619 |
| Książę Bawarii                 | - 1597 Maksymilian I Bawarski 1623 |
| Sułtan Brunei                  | - 1605 Hassan 1619 |
| Cesarz Chin                    | - 1572 Wanli 1620 |
| Król Czech                     | - 1576 Rudolf II Habsburg 1611 |
| Król Danii                     | - 1588 Chrystian IV 1648 |
| Dalajlama                      | - 1589 Jonten Gjaco 1616 |
| Cesarz Etiopii                 | - 1606 Susnyjos I 1632 |
| Król Francji                   | - 1589 Henryk IV 1610 |
| Król Hiszpanii                 | - 1598 Filip III 1621 |
| Landgraf Hesji-Kassel          | - 1592 Maurycy Uczony 1627 |
| Stadhouder Holandii            | - 1584 Maurycy Orański 1625 |
| Szach Iranu                    | - 1587 Abbas I Wielki 1629 |
| Państwo Wielkich Mogołów       | - 1605 Dżahangir 1627 |
| Król Irlandii                  | - 1603 Jakub I Stuart 1625 |
| Cesarz Japonii                 | - 1586 Go-Yōzei 1611 |
| Kalif                          | - 1603 Ahmed I 1617 |
| Patriarcha Konstantynopola     | - 1607 Neofit II 1612 |
| Władca Korei                   | - 1567 Sŏnjo 1608 - 1608 Kwanghaegun 1623 |
| Książę Kurlandii i Semigalii   | - 1587 Fryderyk Kettler 1642 - 1587 Wilhelm Kettler 1616 |
| Książę Liechtensteinu          | - 1608 Karol I 1627 |
| Sułtan Maroka                  | - 1603 Abu Faris Abdullah 1608 |
| Król Nawarry                   | - 1572 Henryk III 1610 |
| Król Norwegii                  | - 1588 Chrystian IV 1648 |
| Sułtan Omanu                   | - 1560 Abd Allah ibn Muhammad 1624 |
| Elektor Palatynatu             | - 1583 Fryderyk IV 1610 |
| Papież                         | - 1605 Paweł V 1621 |
| Książę Parmy i Piacenzy        | - 1592 Ranuccio I 1622 |
| Król Portugalii                | - 1598 Filip II 1621 |
| Książę w Prusach               | - 1568 Albrecht Fryderyk 1618 - 1603 Joachim Fryderyk (regent) 1608 - 1608 Jan Zygmunt 1620                                                                   |
| Car Rosji                      | - 1606 Wasyl IV Szujski 1610 |
| Cesarz Rzymski (niemiecki)     | - 1576 Rudolf II Habsburg 1612 |
| Kapitanowie Regenci San Marino | - 1607 Camillo Bonelli Giambattista Belluzzi 1608 - 1608 Pier Francesco Bonelli Giuliano Belluzzi 1608 - 1608 Pietro Tosini Corbelli Teodoro Leonardelli 1609 |
| Elektor Saksonii               | - 1591 Krystian II Wettyn 1611 |
| Król Szkocji                   | - 1567 Jakub VI 1625 |
| Król Szwecji                   | - 1599 Karol IX Waza 1611 |
| Król Tajlandii                 | - 1605 Eka Thotsarot 1610 |
| Sułtan Turków                  | - 1603 Ahmed I 1617 |
| Doża Wenecji                   | - 1606 Leonardo Donato 1612 |
| Król Węgier                    | - 1576 Rudolf II 1608 - 1608 Maciej 1619 |
| Książęta Wirtembergii          | - 1593 Fryderyk I 1608 - 1608 Jan Fryderyk 1628 |

Rok 1608 / MDCVIII
stulecia: XVI wiek ~
XVII wiek ~
XVIII wiek

lata: 1598 «
1603 «
1604 «
1605 «
1606 «
1607 «
1608
» 1609
» 1610
» 1611
» 1612
» 1613
» 1618

## Wydarzenia w Polsce
- lipiec – oblężenie Dyjamentu

## Wydarzenia na świecie
- 7 stycznia – pożar strawił Jamestown w Wirginii, pierwszą stałą osadę angielskich kolonistów w Ameryce Północnej.
- 14 maja – w niemieckim Auhausen została zawiązana Unia Ewangelicka, związek książąt i miast protestanckich.
- 3 lipca – w Kanadzie została założona kolonia francuska. Francuski podróżnik Samuel de Champlain założył miasto Quebec.
- 10 września – John Smith został wybrany przywódcą angielskiej kolonii w Wirginii w Ameryce Północnej.
- 19 listopada – Maciej Habsburg został koronowany na króla Węgier.

- Henry Hudson, angielski żeglarz dotarł do Nowej Ziemi na Morzu Arktycznym.
- Pierwsi polscy koloniści Nowego Świata osiedlili się w Jamestown w stanie Wirginia.

## Urodzili się
- 28 stycznia – Giovanni Alfonso Borelli, włoski fizyk i astronom (zm. 1679)
- 5 lutego – Gaspar Schott, niemiecki fizyk, matematyk, filozof przyrody i jezuita (zm. 1666)
- 15 maja – Renat Goupil, francuski jezuita, misjonarz w Kanadzie, męczennik, święty katolicki (zm. 1642)
- 13 lipca – Ferdynand III Habsburg, cesarz Świętego Cesarstwa Rzymskiego Narodu Niemieckiego, król Czech i Węgier (zm. 1657)
- 15 października – Evangelista Torricelli, włoski fizyk i matematyk (zm. 1647)
- 26 listopada – Andrzej Wiszowaty, filozof, kaznodzieja, poeta (zm. 1678)
- 9 grudnia – John Milton, angielski poeta i pisarz, autor Raju utraconego (zm. 1674)

- Data dzienna nieznana:
  - Antoni od św. Dominika, japoński dominikanin, męczennik, błogosławiony katolicki

## Zmarli
- 29 stycznia – Fryderyk I, książę Wirtembergii (ur. 1557)
- 13 lutego – Konstanty Wasyl Ostrogski, książę, litewski magnat, starosta włodzimierski, wojewoda kijowski i marszałek ziemski wołyński (ur. ok. 1526)
- 4 czerwca – Franciszek Caracciolo, włoski duchowny katolicki, współzałożyciel Kanoników Regularnych Mniejszych, święty katolicki (ur. 1563)
- 23 czerwca – Tomasz Garnet, angielski jezuita, męczennik, święty katolicki (ur. ok. 1574)
- 18 lipca – Joachim Fryderyk Hohenzollern, margrabia-elektor Brandenburgii (ur. 1546)
- 18 września – Vincenzo Bertolusi, włoski kompozytor i organista (ur. ?)
- 10 listopada – Andrzej Avellino, włoski teatyn, święty katolicki (ur. 1521)
- Data dzienna nieznana:
- Iwan Bołotnikow, przywódca powstania antyfeudalnego w Rosji (ur. 1565)

- data dzienna nieznana:
  - Johannes Fleischer (młodszy) – niemiecki lekarz i botanik urodzony we Wrocławiu, pierwszy nie-Anglik w angielskiej kolonii w Wirginii (ur. 1582)

## Święta ruchome
- Tłusty czwartek: 14 lutego
- Ostatki: 19 lutego
- Popielec: 20 lutego
- Niedziela Palmowa: 30 marca
- Wielki Czwartek: 3 kwietnia
- Wielki Piątek: 4 kwietnia
- Wielka Sobota: 5 kwietnia
- Wielkanoc: 6 kwietnia
- Poniedziałek Wielkanocny: 7 kwietnia
- Wniebowstąpienie Pańskie: 15 maja
- Zesłanie Ducha Świętego: 25 maja
- Boże Ciało: 5 czerwca